# Heterotaxis equitans
Heterotaxis equitans är en orkidéart som först beskrevs av Rudolf Schlechter, och fick sitt nu gällande namn av Isidro Ojeda och Germán Carnevali. Heterotaxis equitans ingår i släktet Heterotaxis och familjen orkidéer. Inga underarter finns listade i Catalogue of Life.

## Bildgalleri

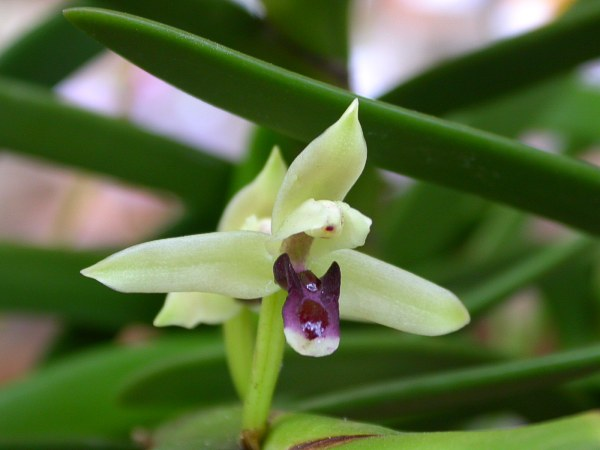
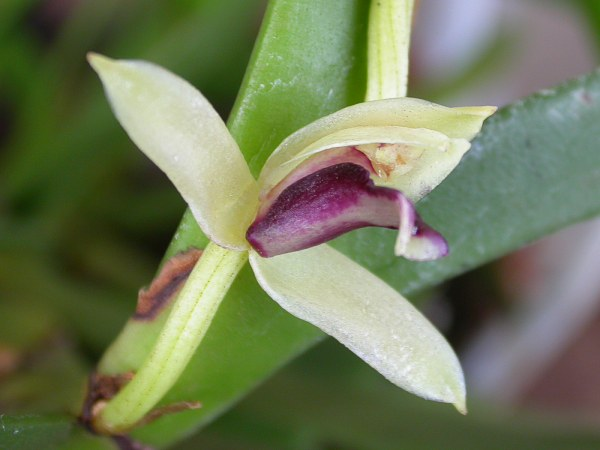
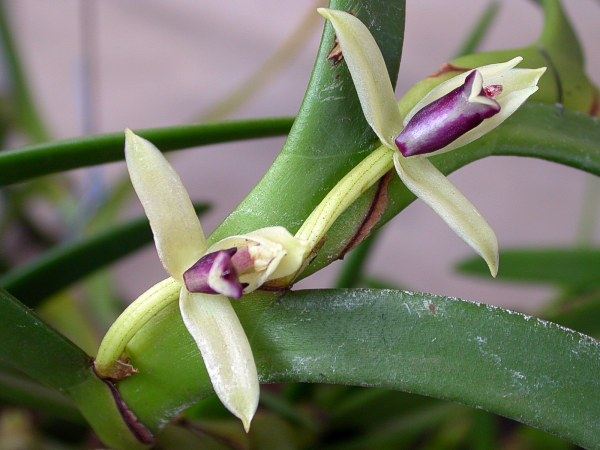
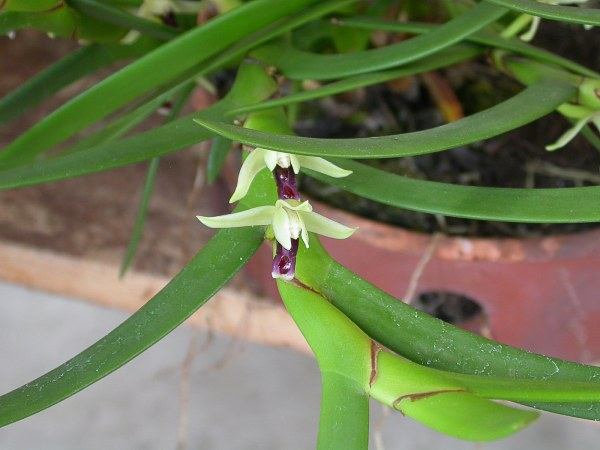